# Margaret Sanger

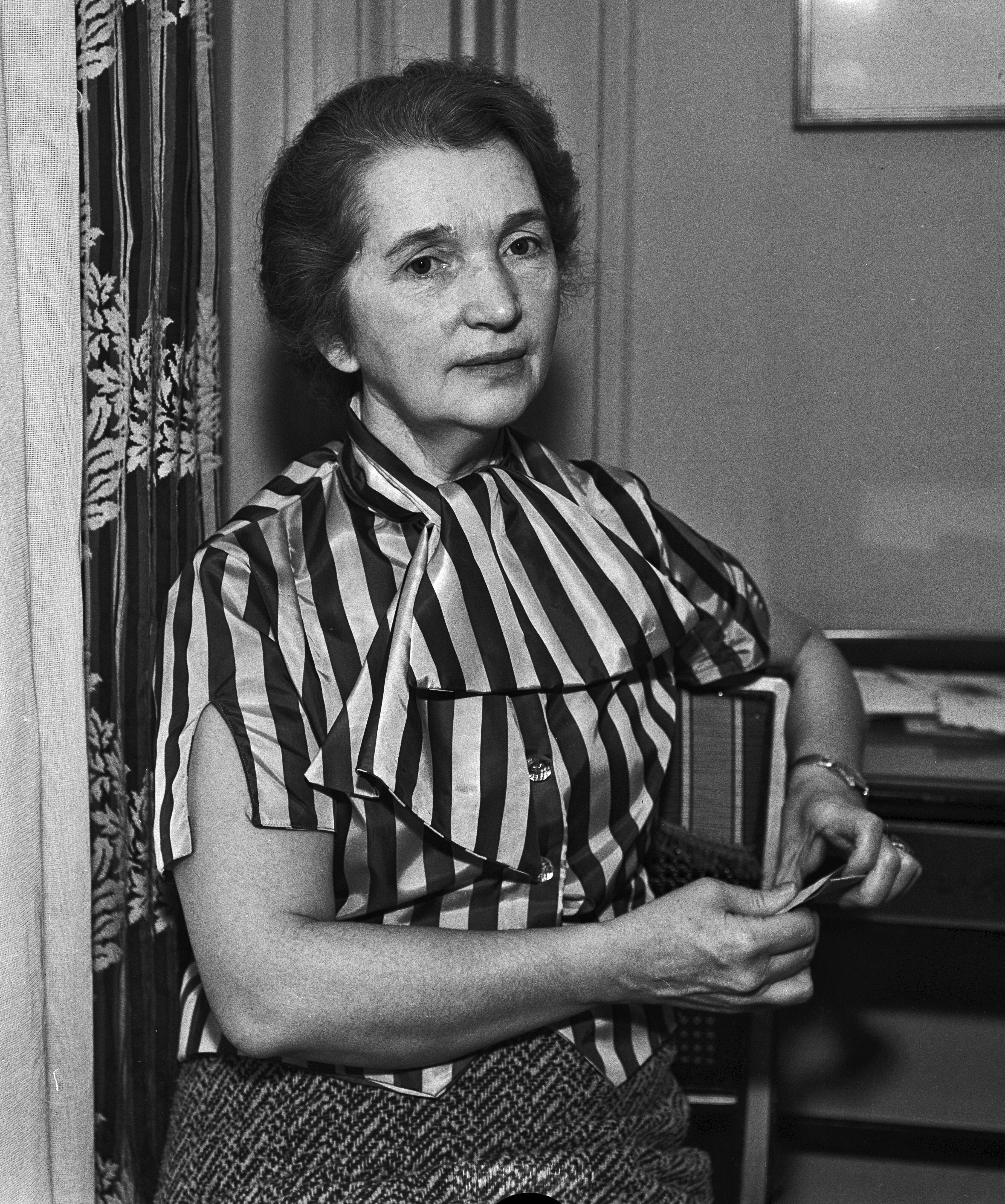
Margaret Sanger (1928)

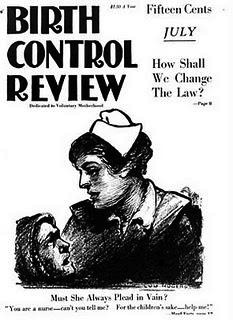
Die Birth Control Review wurde als eugenisches Propaganda-Instrument von 1917 bis 1929 von Sanger herausgegeben.

Margaret Higgins Sanger (geboren 14. September 1879 in Corning, New York; gestorben 6. September 1966 in Tucson, Arizona) war eine US-amerikanische Krankenschwester und Frauenrechtlerin. Sie war eine Aktivistin der Bewegung für Geburtenkontrolle und Zwangssterilisation und begründete 1921 die American Birth Control League, aus der 1942 die Organisation Planned Parenthood (deutsch Geplante Elternschaft) und später auch die deutsche Pro Familia hervorgingen, bei der sie Gründungsmitglied war.
In den USA war und ist sie eine umstrittene Persönlichkeit, die einerseits als Vorreiterin für das Recht der Frauen auf Empfängnisverhütung gefeiert wird, andererseits jedoch nicht zuletzt wegen ihres Einsatzes für die Zwangssterilisation und Eugenik als problematisch eingeschätzt wird.

## Biografie
Margaret Louise Higgins wurde 1879 in Corning, New York, als sechstes Kind der streng katholischen Anne Purcell Higgins und des atheistischen irischstämmigen Steinmetzen Michael Hennessey Higgins geboren. Ihr Vater war politisch aktiv und setzte sich für Arbeitsreform und soziale Gerechtigkeit ein.
Ihre Mutter überlebte achtzehn Schwangerschaften (davon elf Lebendgeburten), bevor sie 1899 an Tuberkulose und Gebärmutterkrebs starb. Mit der finanziellen Unterstützung durch ihre zwei älteren Schwestern besuchte Margaret das Claverack College. 1900 begann sie in einem Krankenhaus von White Plains eine Ausbildung zur Krankenschwester. Am 18. August 1902 heiratete sie den jungen Architekten William Sanger (* 1873 in Berlin; † 1961). An Tuberkulose leidend, brachte sie im November 1903 ihren Sohn Stuart – das erste von drei Kindern (Grant * 1908; Margaret Louisa * 1910) – zur Welt. Wegen ihrer Krankheit und der geplanten Familie brach sie auf Druck ihres Ehemannes ihre Ausbildung im dritten Jahr nur wenige Monate vor dem Abschluss ab.

### Die ersten Anklagen
1912 zog sie mit ihrer Familie nach New York City um, wo sie in den Slums von Manhattan als Krankenschwester arbeitete, indem sie bei Hausbesuchen Schwangerschafts- und Geburtshilfe leistete. Durch ihre Arbeit sah sie viel vom Elend der armen Bevölkerung, vor allem dem der Frauen. Wegen dieser Erfahrungen und geprägt durch die Erinnerungen an ihre Mutter, schrieb sie eine Kolumne für die Zeitung New York Call, in der sie über die Verhütung unerwünschter Schwangerschaften informierte. Da sie zu diesem Thema auch eine Broschüre (Family Limitation) an arme Frauen verteilten, riskierten sie und William Haftstrafen, da sie sich damit dem Comstock Law von 1873 widersetzten, das die Weitergabe von Verhütungsinformationen und -mitteln wegen Unanständigkeit verboten hatte. In den ersten Monaten wurden ihre Rundschreiben vom Postministerium allerdings nur zensiert.
Sanger trennte sich 1913 von ihrem Ehemann, um ihre Vorstellung von sexueller Freiheit auszuleben. 1914 gründete sie The Woman Rebel, einen monatlichen Rundbrief, in dem sie sich für Empfängnisverhütung und das Recht der Frau auf ihren Körper einsetzte. In diesen Rundbriefen prägte sie das Wort „birth control“ (engl. für Geburtenkontrolle). Im August 1914 wurde gegen sie wegen der Veröffentlichung „unanständiger Inhalte“ ein Haftbefehl erlassen, woraufhin sie unter dem Pseudonym „Bertha Watson“ vor der Vollstreckung an Bord der RMS Virginian über Kanada nach Europa flüchtete.
Während sie sich in London weiter fortbildete und mit bekannten Sexualwissenschaftlern diskutierte, hatte sie auch einige Affären. Sie verbrachte zudem einige Zeit in den Niederlanden, die zu dieser Zeit die niedrigste Kindersterblichkeitsrate weltweit hatten. Im September 1915 verbrachte William Sanger 30 Tage im Gefängnis, da er Kopien von Family Limitation verteilt hatte. Kurz danach – im Oktober 1915 – kehrte Sanger vorbereitet in die USA zurück, um sich der Anklage zu stellen. Das Verfahren war für den folgenden Januar angesetzt, als am 6. November 1915 ihre Tochter Peggy im Alter von fünf Jahren an einer Lungenentzündung starb. Die öffentlichen Sympathiebekundungen aus dem ganzen Land und der Druck von prominenten Unterstützern auf die Behörden zeigten Wirkung. Die Anklage wurde abgelehnt. Offizielle Begründung war, dass die Anklage bereits zwei Jahre alt sei und Margaret Sanger aus der Verteilung von illegalem Material keine Gewohnheit gemacht habe.
Mittlerweile auch in den Vereinigten Staaten eine Berühmtheit begab sich Margaret Sanger 1916 auf ihre erste Tour durch das Land und hielt an vielen Orten und vor unterschiedlichstem Publikum Vorlesungen über Geburtenkontrolle. Solche Reisen unternahm sie in den folgenden Jahren immer wieder. Allein bis 1926 erhielt sie über eine Million Briefe von Frauen, die um Informationen zur Geburtenkontrolle baten.

### Die Brownsville-Klinik
Am 16. Oktober 1916 eröffnete Margaret Sanger gemeinsam mit ihrer jüngeren Schwester Ethel Byrne und der gleichgesinnten Fania Mindell die erste US-amerikanische Klinik für Familienplanung und Geburtenkontrolle in Brownsville, Brooklyn. Neun Tage später wurde durch die Polizei eine Razzia durchgeführt und die drei Frauen wurden verhaftet. Mindell wurde für die Verteilung von What Every Woman Should Know zu einer Geldstrafe von 50 US-Dollar verurteilt. Sanger und ihre Schwester wurden wegen der Verbreitung von Informationen zur Geburtskontrolle zu je 30 Tagen Gefängnis verurteilt. Während Ethel Byrne einen Hungerstreik antrat, als erste Frau in den USA zwangsernährt wurde und nach zehn der 30 Tage Haft vom Gouverneur begnadigt wurde, verbrachte Margaret ihre Haftstrafe in einem Arbeitshaus, wo sie die anderen Insassen über Geburtenkontrolle aufklärte und ihnen die Grundlagen von Lesen und Schreiben beibrachte. Sie legte gegen das Urteil Berufung ein, bekam aber nicht Recht. Im Jahr 1918 erlaubte jedoch ein Berufungsgericht die Verschreibung von Verhütungsmitteln durch Ärzte.

### DerTown-Hall-Vorfall
Am 10. November 1921 gründete sie gemeinsam mit Lothrop Stoddard und C. C. Little die American Birth Control League (ABCL), deren Präsidentin sie wurde. Am 13. November 1921 sollte in der Town Hall in Manhattan ein Treffen von Verfechtern der Geburtskontrolle stattfinden. Margaret und ihre Kollegen hatten es als Höhepunkt der Gründung der American Birth Control League geplant. Prominente Wissenschaftler, Physiker, Demographen und Eugeniker, aber auch Sozialarbeiter und Sozialisten sollten über die globalen Konsequenzen der Geburtenkontrolle diskutieren. Ein Freund Sangers, der englische Parlamentarier und Zeitungseditor (Edinburgh Review) Harold Cox, sollte die Keynote präsentieren.
Kurz vor Beginn des Treffens ließ Polizeichef Thomas Donahue die Türen des Theaters versperren. Da noch Leute im Gebäude waren, mussten die Türen wieder geöffnet werden. Diesen Moment nutzte die vor dem Gebäude wartende Menge und stürzte hinein. Sanger stellte sich auf das Podium und begann mit einer Rede. Daraufhin ordnete der Polizeichef ihre Verhaftung an. Sie und eine weitere Aktivistin, Mary Winsor, wurden verhaftet und weggetragen. Sie wurden zur Polizeistation gebracht, wo ihnen Ruhestörung vorgeworfen wurde. Wegen fehlender Beweise wurden sie kurz danach wieder freigelassen.
Am nächsten Tag wurde bekannt, dass es Patrick Joseph Hayes, der Erzbischof von New York, gewesen war, der die Razzia veranlasst hatte. Er hatte den Polizeichef angerufen und seinen Sekretär Monsignor Joseph P. Dineen zu einem persönlichen Treffen mit diesem geschickt. Die Aufregung über den Vorfall war in der New Yorker Presse groß. Der Bischof musste viel Kritik einstecken. Prominente Bürger der Stadt waren über die Verletzung des Rechts auf Redefreiheit verärgert und unterzeichneten eine Petition, in der sie gegen die Verhaftung protestierten. Sanger schrieb später in ihrer Autobiografie, dass dieser Vorfall ihrer Bewegung von großem Nutzen gewesen sei, da er die Prominenten und Reichen auf sie aufmerksam gemacht habe.

### Ab 1922

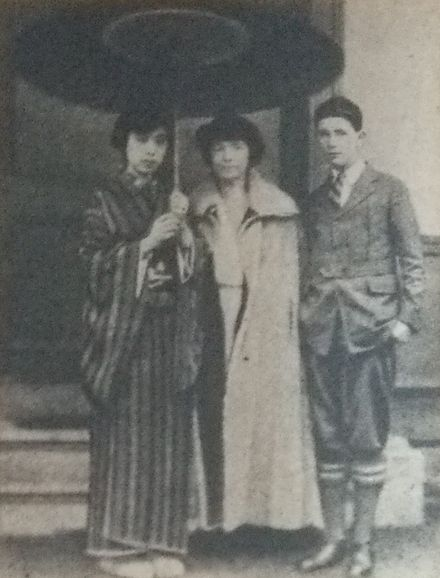
Margaret Sanger (Mitte) mit ihrem Sohn (rechts) und Katō Shizue (links) 1922 in Japan

1922 reiste Margaret Sanger zum ersten Mal nach Japan, um dort gemeinsam mit der japanischen Frauenrechtlerin Shizue Katō Geburtenkontrolle zu bewerben. Am 18. September 1922 heiratete sie den aus Südafrika eingewanderten, verwitweten Ölmagnaten James Noah Henry Slee (* 12. September 1861; † 21. Juni 1943 mit 81 Jahren), was sie zunächst auch vor Freunden verheimlichten. Erst im Februar 1924 lüfteten Zeitungen das Geheimnis und die Öffentlichkeit erfuhr von der Hochzeit.
Im Jahre 1923 richtete sie unter der Schirmherrschaft der ABCL das Clinical Research Bureau ein, die erste legale Klinik für Geburtenkontrolle in den USA. Im selben Jahr rief sie das National Committee on Federal Legislation for Birth Control ins Leben, das sich für die Legalisierung der Geburtenkontrolle auf Bundesebene einsetzte. Sie stand ihm bis zu seiner Auflösung wegen Zweckerfüllung 1937 als Präsidentin vor.
1927 half Sanger bei der Organisation der ersten Weltbevölkerungskonferenz in Genf. 1928 trat sie als Präsidentin des ABCL zurück und wurde zwei Jahre später die Präsidentin des Birth Control International Information Center. 1937 wurde Sanger Vorsitzende des Birth Control Council of America und begann mit der Veröffentlichung von The Birth Control Review und The Birth Control News.

### Die letzten Jahre
Im Oktober 1934 besuchte Sanger das erste Mal Arizona, da ihr Sohn Stuart wegen einer Atemwegserkrankung das trockene Wüstenklima bevorzugte. Obwohl sie Freunden gegenüber Abneigung gegen die Hitze äußerte, zog sie im Herbst 1937 mit ihrem kränkelnden Ehemann nach Tucson und legte auch einige ihrer Aufgaben und Ämter nieder. Von 1939 bis 1942 war sie deshalb ehrenamtliche Abgeordnete der Birth Control Federation of America.
In den folgenden Jahren starben durch Krieg und Krankheiten viele ihrer Freunde und auch ihre eigene Gesundheit verschlechterte sich. Nach dem Tod ihres Ehemanns 1943 ließ sie sich ein Haus in Catalina Foothills bauen. Damit lebte sie in direkter Nachbarschaft zu Stuart, seiner Frau und seinen beiden Töchtern. Den 45 ha großen Landsitz Willowlake in der New Yorker Gemeinde Fishkill (Dutchess County), den sie 1923 als Hochzeitsgeschenk von Noah erhalten hatte, verkaufte sie 1949. Obwohl sie Ende der 1940er wieder verstärkt in der Öffentlichkeit auftrat und deshalb nur wenig Zeit auf dem Catalina-Anwesen verbrachte, erinnert sich ihre Enkelin Nancy Sanger Irvins an Feiern, bei denen sie viele prominente Persönlichkeiten wie Vijaya Lakshmi Pandit, John D. Rockefeller II., Frank Lloyd Wright und Eleanor Roosevelt kennenlernte.
Von 1952 bis 1959 war Sanger Präsidentin der International Planned Parenthood Federation, damals die größte private Organisation zur Familienplanung. In den frühen 1960ern propagierte sie eine neue Verhütungsmethode, die Antibabypille. Sie tourte auch durch Europa, Afrika und Asien, hielt dort Vorlesungen und half bei der Gründung neuer Geburtenkliniken.
1965 erklärte der Oberste Gerichtshof im Fall Griswold v. Connecticut das Verbot von Mitteln zur Schwangerschaftsverhütung als verfassungswidrig. Dadurch wurde die Geburtenkontrolle für verheiratete Paare in den USA legalisiert.
Wenige Monate später, am 6. September 1966, starb Margaret Sanger im Alter von 86 Jahren in einem Pflegeheim in Tucson, Arizona. Sie wurde am Fishkill Rural Cemetery in Fishkill zwischen ihrem zweiten Ehemann und ihrer Schwester Anna Higgins begraben. Auf dem Grabstein steht ein falsches Geburtsjahr (1883), da sie sich zeit ihres Lebens vier Jahre jünger gemacht hatte.

## Ehen

### William Sanger
William Sanger war als Sohn einer deutschen Bürgermeistertochter und eines reichen australischen Schafzüchters 1873 in Berlin zur Welt gekommen. Er erwählte den Beruf eines Architekten und lernte Margaret über einen sie unterrichtenden Arzt kennen, dessen Haus er entwarf. Bereits am nächsten Morgen wartete er vor ihrer Haustür und warb in den nächsten Monaten um sie. Im August 1902 heirateten die beiden und bekamen drei Kinder. Das Ehepaar lebte sich im Laufe der Jahre auseinander. Am 16. Oktober 1913 reiste die Familie über Glasgow nach Paris, wo sie sich einige Wochen aufhielten. Am 24. Dezember 1913 nahm Margaret ihre Kinder und ließ William in Paris zurück. Dem folgten zahlreiche Briefe von William, in denen er ihr – wegen ihrer Affären eifersüchtig – Vorwürfe machte. Im Dezember 1914 fragte sie ihn erstmals nach der Scheidung, die erst am 14. Oktober 1921 rechtskräftig wurde.

### James Noah H. Slee
Ihr zweiter Ehemann, der Ölmagnat James Noah Henry Slee, wurde 1861 in Südafrika geboren. Er war als Gründer und Präsident des Mineralölunternehmens Three-In-One reich geworden. Nachdem er Sanger im Frühling 1921 bei einer Dinner Party kennengelernt hatte, begleitete er sie auf ihren Reisen. Im August 1922 ließ er sich von seiner ersten Ehefrau scheiden. Am 18. September 1922 heiratete Sanger ihn vor einem Standesbeamten in London. Die Ehe wurde zunächst geheim gehalten. Selbst enge Freunde erfuhren teilweise erst Monate später davon. So gratulierte ihr Hugh de Selincourt, mit dem sie Vermutungen zufolge eine Affäre hatte, erst zwei Monate nach der Hochzeit. Im Februar 1924, beinahe 18 Monate nach der Eheschließung, erfuhr schließlich auch die Öffentlichkeit davon: Millionaire married Mrs. Sanger after world-wide chase (dt. „Millionär heiratete Mrs. Sanger nach einer weltweiten Jagd“) und Birth control advocate was secret bride (dt. „Geburtskontrollverfechterin war geheime Braut“) waren nur zwei der zahlreichen Überschriften in der Klatschpresse. Die Ehe hielt trotz der vielen langen Abwesenheiten von Margaret wegen ihrer Reisen 21 Jahre lang bis zum Tod ihres Ehemannes 1943.
Kurz nach Slees Tod zog Margaret noch einmal eine Heirat mit dem 20 Jahre jüngeren Maler Hobson Pittmann (1899–1972) in Betracht.

## Begegnungen
- John Rompapas: Im Sommer 1913 hatte Sanger eine Affäre mit dem griechischen Anarchisten John Rompapas, der der Inhaber von Rabelais Press war. Über dieses radikale Verlagshaus wurden Sangers Bücher What Every Mother Should Know und What Every Girl Should Know veröffentlicht. Aus Briefen zwischen den beiden geht hervor, dass Rompapas eine Hochzeit mit Sanger in Betracht zog. Schlussendlich kam diese Ehe aber nicht zustande, wobei er ihr noch bis 1915 Liebesbriefe schrieb. Auch William Sanger wusste von der Affäre und machte ihr deswegen in Briefen öfter Vorwürfe.[14]
- Havelock Ellis: Sanger traf Ellis erstmals zu Weihnachten 1914, als sie gerade im Exil lebte. Schnell wurden sie enge Freunde und Gerüchten zufolge auch ein Liebespaar. Über die nächsten 25 Jahre hielten die beiden einen regen Briefkontakt aufrecht. Sie bewunderte ihn sehr („Olympian“, „King“) und unterstützte ihn nach ihrer zweiten Eheschließung auch finanziell. Nur wenige Tage nach seinem Tod hielt sie am 17. Juli 1939 im Radio in der Sendung Let’s Talk It Over gemeinsam mit ihrer Freundin, der Moderatorin Dorothy Gordon, eine Gedenksendung für ihn, in der sie sehr offen ihre Bewunderung für ihn ausdrückte. Wenige Wochen später erlitt sie eine herbe Enttäuschung, als Ellis’ Autobiografie My Life erschien, in der er seine Freundschaft zu ihr nur nebensächlich behandelte. Von da an hörte sie mit ihrer Heldenverehrung auf und verteidigte ihn in der Öffentlichkeit nie wieder.[15]
- H. G. Wells hatte bereits 1916 eine Petition an Woodrow Wilson unterzeichnet, in der er gegen die Behandlung Sangers protestierte. Das erste Treffen fand erst im Jahr 1920 statt, als Sanger mit Freunden Wells’ Landsitz in Essex besuchte. In ihrer Autobiografie zeigte sich Sanger von dieser ersten Begegnung äußerst beeindruckt. Eine Affäre, regelmäßige Besuche und ein häufiger Briefkontakt bis zu seinem Tod 1946 waren die Folge. 1922 veröffentlichte Wells den Roman The Secret Places of the Heart (dt.: „Geheimkammern des Herzens“), dessen autobiografischer Charakter nur leicht verhüllt war.[16] Auch schrieb er für Margarets Buch The Pivot of Civilization das Vorwort. In den 1930ern wandelte sich ihre Beziehung vom Körperlichen weg, der Briefkontakt wurde seltener und betraf meist professionelle Themen. Nach einem Treffen 1937 wurden die Briefe wieder häufiger. Hauptthemen waren der Krieg und die römisch-katholische Kirche.[17]
- Eleanor Roosevelt: Während der 1920er war Eleanor Roosevelt eine Verfechterin der Geburtenkontrolle. Sie hatte u. a. einen Sitz im Komitee des einflussreichen Women’s City Club, der Sanger in ihrer Arbeit unterstützte. 1928 trat Roosevelt dem Aufsichtsrat der von Margaret mitgegründeten American Birth Control League bei. Obwohl sie aktiv nur selten teilnahm, verschaffte ihr Name der Organisation mehr Achtbarkeit. Als ihr Ehemann Franklin D. Roosevelt 1934 jedoch Präsident wurde und seine Regierung Geburtenkontrolle im Rahmen des New Deal nicht unterstützen wollte, begann Eleanor Roosevelt, sich in dieser Hinsicht bedeckt zu halten. Dennoch musste sie von katholischer Seite (z. B. Kardinal Spellman) viel Kritik für ihre frühere offene Unterstützung einstecken. Ab 1940 fanden mehrmals private Treffen zwischen der First Lady und Sanger statt, sowohl im Weißen Haus als auch in Roosevelts Haus in Hyde Park. 1946 hielt Margaret anlässlich eines Besuchs Roosevelts in Tucson einen Empfang in ihrem Haus ab.[18]
- Mahatma Gandhi: 1935/36 tourte Sanger neun Wochen durch Indien. Bereits im Voraus hatte sie Gandhi angeschrieben, der sie daraufhin zu sich nach Hause einlud, wo sie zwei Tage verbrachte. Während einer Diskussion am 3. Dezember 1935 versuchte sie, ihn von ihrer Sache zu überzeugen. Obwohl er sich damit einverstanden erklärte, eine Unterstützung der Rhythmus-Methode in Betracht zu ziehen, wies er die Idee der Geburtenkontrolle durch Empfängnisverhütung von sich, da er nicht zur Empfängnis führenden Geschlechtsverkehr als unmoralische Lust betrachtete. Er befürwortete stattdessen die Abstinenz.[19]

## Wirken

### Verhütung
Viele Ratschläge und Ansichten Sangers basierten auf dem damaligen Stand der Wissenschaft. So empfahl sie 1917 in Family Limitations zwar die Führung eines Menstruationskalenders, allerdings nicht zur Bestimmung fruchtbarer bzw. unfruchtbarer Tage, sondern rein zur Vorbereitung auf die Menstruation.

„Derzeit gibt es unter den Leuten die Meinung, dass Empfängnis nur zu bestimmten Zeiten des Monats stattfinden kann. Zum Beispiel: zehn Tage nach der Menstruation und vier oder fünf Tage vor der nächsten Periode. Darauf darf man sich überhaupt nicht verlassen, da es immer und immer wieder bewiesen wurde, dass eine Frau zu jeder Zeit im Monat empfangen kann. Lass es nicht darauf ankommen, da es keine zuverlässige Grundlage dafür gibt.“

Während sie im selben Kapitel zwar mit einigen Vorurteilen aufräumte (Frauen, die auf der linken Seite liegen, können nicht empfangen), empfahl sie zugleich den Coitus interruptus als absolut sichere Verhütungsmethode, die für den Mann nicht so gefährlich sein sollte wie angenommen.

„Es ist wünschenswert, das Kondom nach einmaliger Verwendung zu entsorgen. Aber da das nicht immer gemacht wird, muss sorgfältig darauf geachtet werden, dass das Kondom in einer antiseptischen Lösung gewaschen wird, bevor es getrocknet und für einen Wiedereinsatz aufbewahrt wird.“

1951 traf sie den Biologen Gregory Pincus und unterstützte seine Bemühungen zur Entwicklung der Antibabypille mit großen Summen aus der American Birth Control League.

### Abtreibung
Bei ihrer Arbeit als Krankenschwester wurde Margaret Sanger oft mit den Folgen selbst durchgeführter Abtreibungen konfrontiert. Ihre Abneigung dagegen stammte hauptsächlich von ihrer Besorgnis um das Leben der Mütter und weniger um das der ungeborenen Kinder. Für sie war es eine Belastung und Verantwortung der Frau.

„Jeder Gruppe erklärten wir, was Empfängnisverhütung ist; dass Abtreibung der falsche Weg ist – egal, wie früh sie durchgeführt wird, sie nimmt Leben; dass Verhütung der bessere Weg ist, der sicherere Weg – sie braucht nur wenig Zeit, ein paar Unannehmlichkeiten, aber ist die Mühe wert, weil das Leben noch nicht begonnen hat.“

Ordentliche Empfängnisverhütung war für sie der einzige Weg, Abtreibungen abzuschaffen. Daher beschreibt sie in Family Limitations zahlreiche Methoden der Verhütung, während des Geschlechtsverkehrs und danach.

„Niemand kann bezweifeln, dass es Zeiten gibt, wo ein Schwangerschaftsabbruch vertretbar ist, aber sie wird sich erübrigen, wenn man sich die Mühe macht, eine Empfängnis zu verhindern. Das ist die einzige Heilung für Abtreibungen.“

Abtreibung war zu ihren Lebzeiten nicht legal.

### Eugenik
In ihrem Kampf um die Geburtenkontrolle erwog Margaret Sanger viele mögliche Lösungen. Zu diesen gehörte auch die damals auf dem Vormarsch befindliche Eugenik, eine Ideologie, deren Ziel die Verbesserung der menschlichen Erbanlagen durch eine Verhinderung der Fortpflanzung von genetisch „Entarteten“ war.

„Wir wissen auch, dass aus dieser schrecklichen Geißel Krankheit 90 % des Irrsinns in diesem Land auf die Syphilis zurückzuführen ist. Jeder, der sich mit den Grundlagen befasst, wird wissen, dass diese Leute Mittel verwenden sollten, damit sie keine Kinder bekommen. Sie sollten es hinsichtlich auf sich selbst, ihre Kinder und ihre Rasse wirklich nicht erlauben, dass ein Kind geboren wird, während diese Krankheit in ihrem System Amok läuft. Die schreckliche Folge ist Irrsinn.“

In A Plan For Peace plante sie, dass „Problemfälle“ wie Bettler, Kriminelle, Prostituierte und Drogenabhängige zur Stärkung und Entwicklung ihres Lebenswandels auf Farmen u. Ä. gebracht werden und Frauen mit für eine Schwangerschaft problematischen Krankheiten eine spezielle Beratung zur Empfängnisverhütung erhalten.

„d. eine strikte und unbeugsame Politik der Sterilisierung und Absonderung jener Teile der Bevölkerung anzuwenden, deren Nachkommenschaft verdorben ist, oder deren Erbgut von solcher Art ist, dass verwerfliche Charakterzüge möglicherweise auf den Nachwuchs übertragen werden.“

Margaret Sanger befürwortete die Idee einer „Rassenhygiene“, wobei sie die menschliche Rasse im Gesamten meinte und nicht auf eine bestimmte Ethnie einschränkte. Dass sie bei weitem nicht alle Pläne der Eugeniker unterstützte und schon früh über die Pläne der Nazis in Deutschland entsetzt war, wird in einigen ihrer Briefe klar.

„All diese Nachrichten aus Deutschland sind traurig und fürchterlich, und für mich viel gefährlicher als alle anderen Kriege, die irgendwo stattfinden, da es dort so viele gute Menschen gibt, die den Gräueltaten applaudieren und sie als rechtens sehen. Der plötzliche Antagonismus gegen die Juden in Deutschland und der beißende Hass ihnen gegenüber, der sich hier im Untergrund verbreitet, ist viel gefährlicher als die aggressive Politik der Japaner in der Mandschurei.“

Für sie hatte ihre Kampagne zur Geburtenkontrolle nicht dieselben Werte wie die Eugenik, sondern nur identische Ziele. Sie wollte verhindern, dass Kinder aus Familien mit „ungünstigen“ Erbanlagen in ein benachteiligtes Leben geboren werden. „Positive Eugenik“ im Sinne einer Begünstigung der Fortpflanzung Gesunder durch frühen Eheschluss und eine Unterstützung hoher Kinderzahlen empfand sie als unpraktisch. Euthanasie war für sie kein Weg zu ihren Zielen.

„Auch glauben wir nicht, dass die Gesellschaft die fehlerhaften Nachkommen, die aus unverantwortlicher und unkluger Zucht entstanden sind, in Todeskammern schicken darf noch soll.“

Sie wusste, dass es sehr problematisch ist, zur Fortpflanzung geeignete Menschen von ungeeigneten zu unterscheiden. Dennoch war sie für einen Zwang zur Sterilisation bei offensichtlichen Fällen.

„Im Vorübergehen sollten wir die Schwierigkeiten erkennen, die die Idee von ‚fit‘ und ‚unfit‘ darstellt. Wer sollte diese Frage entscheiden? Die krass, die offensichtlich, die unbestreitbar Schwachsinnigen sollten in der Tat nicht nur entmutigt, sondern daran gehindert werden, ihre Art zu verbreiten.“

In einem Fernsehinterview im Jahre 1957 beantwortete sie die Frage, ob sie an etwas wie eine Sünde glaube:

„Ich glaube, die größte Sünde in der Welt ist es, Kinder zu gebären, die Erbkrankheiten haben, die keine Chance haben, praktisch Mensch zu sein. Verbrecher und Gefängnisinsasse zu sein, das sind Merkmale, mit denen man geboren wird. Das ist die größte Sünde, die Menschen begehen können.“

### Politik
Margaret Sangers Kampf um die Legalisierung der Geburtenkontrolle fand nicht nur auf aufklärender Ebene statt, sondern auch auf politischer. Sie stand im Konflikt mit den gültigen Gesetzen, und sie und ihr erster Ehemann wurden deshalb immer wieder verhaftet und kamen ins Gefängnis. Sie wusste sehr bald, dass nicht nur die allgemeine Meinung geändert werden musste.

„Jahrelang hatte ich geglaubt, dass die Lösung all unserer Probleme in eindeutig definierten Programmen politischer und gesetzgebender Abläufe gefunden werden kann. Zuerst konzentrierte ich meine ganze Aufmerksamkeit auf diese, …“

Im Laufe der Zeit lernte sie die Schattenseite der Politik kennen. Ihre Meinung über Politiker im Allgemeinen war daher Desillusion.

„Sie wollen große Dinge tun; aber eine kurze Zeit im Amt ist genug, um dem politischen Idealisten zu zeigen, dass der nichts durchsetzen kann, dass seine Reformen im Wert gemindert und in den Staub gezogen werden müssen, so dass sie, selbst wenn sie Gesetzeskraft erlangen, vielleicht nicht bloß nicht mehr von Nutzen sind, sondern ein zwangläufiges Übel.“

## Rezeption

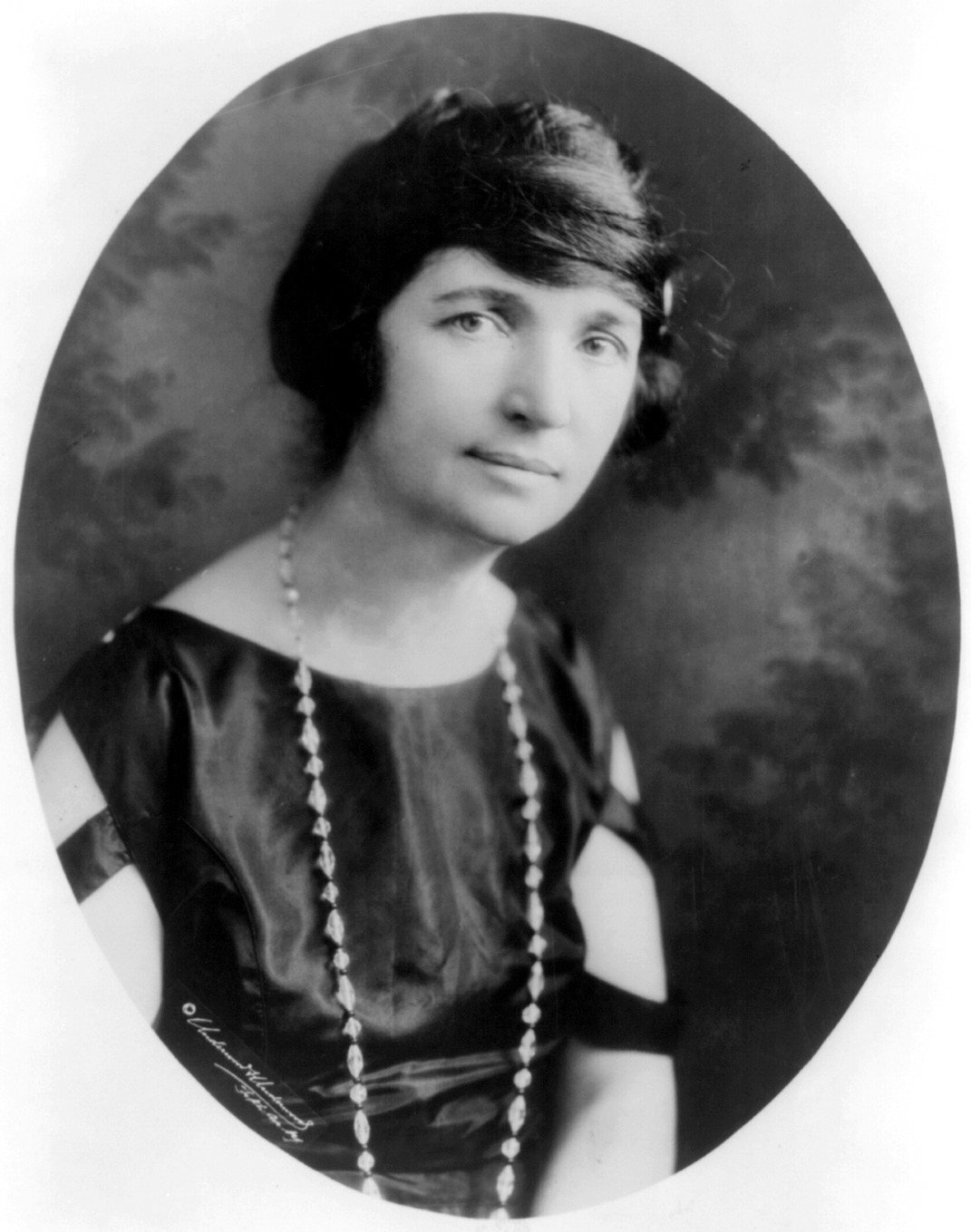
Margaret Sanger (1922)

Margaret Sanger war und ist eine kontroverse Figur, hauptsächlich in den USA. Einerseits wurde sie als eine Führerin der Bewegung für Geburtenkontrolle gefeiert und zur Ikone stilisiert. Das Time Magazine kürte sie 1999 zu einer der hundert wichtigsten Persönlichkeiten des 20. Jahrhunderts und 2020 (rückwirkend) zur Frau des Jahres von 1925. Martin Luther King verglich in einer Rede ihre Arbeit mit seinem eigenen Kampf.
Sie fand Eingang in die bildende Kunst des 20. Jahrhunderts. Die feministische Künstlerin Judy Chicago widmete ihr in ihrer Arbeit The Dinner Party eines der 39 Gedecke am Tisch.
US-amerikanische Bürgerrechtler und Bürgerrechtlerinnen wie Angela Davis kritisieren Sanger allerdings aufgrund ihrer Verbindung mit Eugenikern und Rassisten scharf. Davis führt an, sie habe die in frühen Jahren progressive Ausrichtung aufgegeben und sich mit Reaktionären gemein gemacht, denen es nicht um eine selbstbestimmte Geburtenkontrolle von schwarzen Müttern, sondern um Populationskontrolle gegangen sei, um den Anteil der Schwarzen an der Bevölkerung zu begrenzen. Allerdings wird dagegen geltend gemacht, dass Davis, wie andere vor ihr, einen in einem privaten Brief zitierten Satz im Zusammenhang mit dem 1939 initiierten „Negro Project“, das Sanger mit prominenten schwarzen Bürgerrechtlern startete, missverstanden hatte. Die Kritik wurde aber seit 2021 von der Führung der von Sanger gegründeten Organisation Planned Parenthood als teilweise durchaus berechtigt eingeräumt; diese rief nun dazu auf, Sanger nicht mehr als Ikone gegen alle Vorwürfe in Schutz zu nehmen, sondern ihr Werk differenziert zu betrachten.
Margaret Sanger wird von Esther Rosario als eugenische Feministin bezeichnet.

### Von Margaret Sanger

#### Autobiografien
- My Fight for Birth Control (1931, Farrar & Rinehardt)
- Autobiography (1938, W.W. Norton & Co.; 2004, Courier Dover Publications, 504 Seiten, ISBN 0-486-43492-3; 2004, Kessinger Publishing, 508 Seiten, ISBN 0-7661-8143-X)

#### Über Geburtenkontrolle

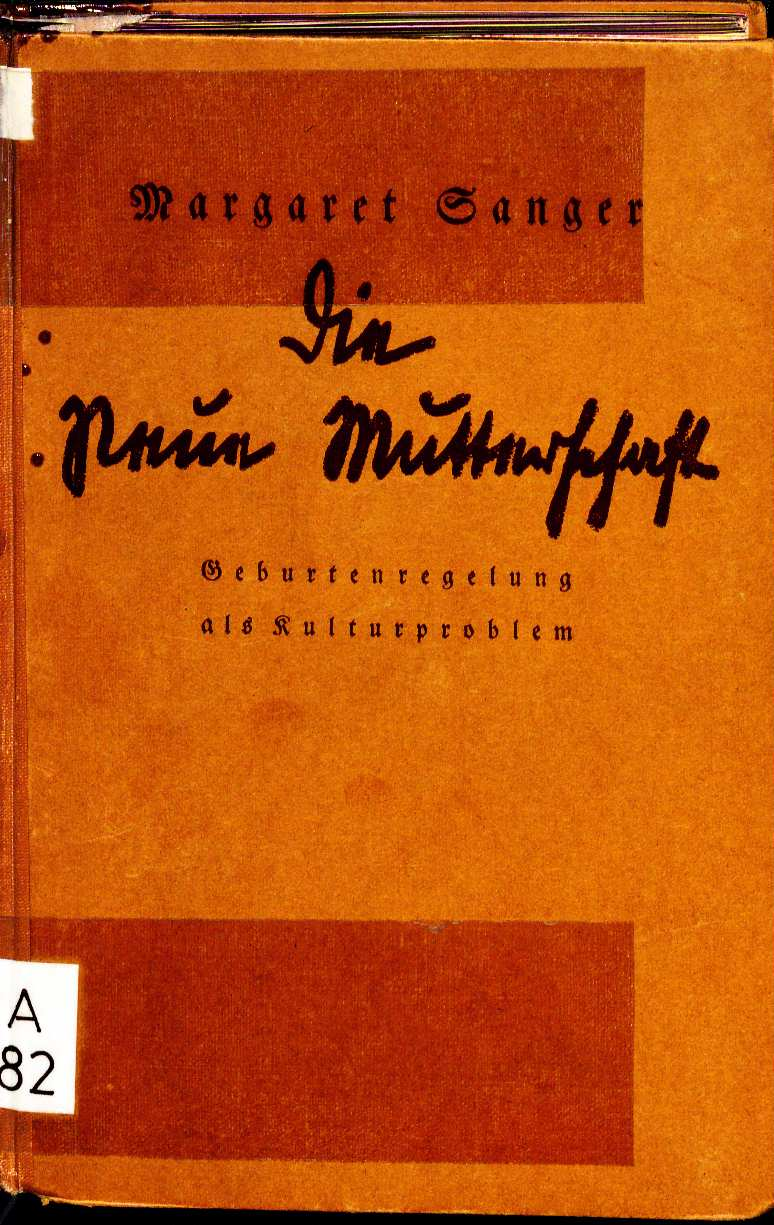
Die neue Mutterschaft (1927)

- What Every Mother Should Know: Or How Six Little Children Were Taught the Truth (1914, The Rabelais Press; 1921, Truth Publishing)
- The Case for Birth Control: A Supplementary Brief and Statement of the Facts (1917, Modern Art Printing Company)
- What Every Girl Should Know (Memento vom 23. April 2007 im Internet Archive) (1920, M.N. Maisel)
- Woman And The New Race (1920, Brentano’s, 234 Seiten; 1920, Truth Publishing Company, 234 Seiten; 2004, Kessinger Publishing, 112 Seiten, ISBN 1-4191-9474-7) Unter dem Titel New Motherhood bei Jonathan Cape, London 1922.
  - Die neue Mutterschaft: Geburtenregelung als Kulturproblem. Übertr. u. bearb. v Regine Deutsch. Einleitung Adele Schreiber, Sibyllen-Verlag Dresden 1927
- Appeals from American Mothers (1921, New York Women’s Publishing Co.)
- Sayings of Others on Birth Control (1921, New York Women’s Publishing Co.)
- Debate on Birth Control (1921, mit Winter Russell, The Fine Arts Guild)
- The Pivot of Civilization (1922, Brentano’s; 2003, Inkling Books, 428 Seiten, ISBN 1-58742-008-2; 2004, Kessinger Publishing, 124 Seiten, ISBN 1-4191-7763-X)
- Happiness in Marriage (1926, Brentano’s)
- Motherhood in Bondage (1928, Brentano’s)
  - Zwangs-Mutterschaft. Übersetzung Rudolf Nutt. Friedrich Wolf: Zur Lage. Deutsche Verlags-Anstalt Stuttgart 1929

#### Rundbriefe und Broschüren
- Family Limitation (1914–1931)
- Dutch Methods of Birth Control (1915)
- English Methods of Birth Control (1915)
- Magnetation Methods of Birth Control (1915)
- The Woman Rebel (1914, 7 Ausgaben; 1976, Archives of Social History)
- The Birth Control Review (1937; 1970, DeCapo Press)

### Über Margaret Sanger und ihr Anliegen
- Esther Katz, Cathy Moran Hajo, Peter Engelman (Hrsg.): The Selected Papers of Margaret Sanger (2002, University of Illinois Press, ISBN 0-252-02737-X)
- Linda Gordon: The Moral Property of Women: A History of Birth Control Politics in America (2002, University of Illinois Press, 432 Seiten, ISBN 0-252-02764-7)
- Lois W. Banner: Women in modern America: A Brief History (1974, Harcourt Brace Jovanovich, 276 Seiten, ISBN 0-15-596193-4)
- Ronald and Gloria Moore: Margaret Sanger: A Bibliography, 1911–1984 (1986, Scarecrow Press)
- Ellen Chesler: Woman of Valor: Margaret Sanger and the Birth Control Movement in America. Simon & Schuster, 1992, ISBN 0-671-60088-5.
- Lawrence Lader: The Margaret Sanger Story and the Fight for Birth Control (1955, Garden City, 352 Seiten, ISBN 0-8371-7076-1; 1975, Greenwood Press, 348 Seiten, ISBN 0-8371-7076-1)
- Gloria Steinem: Time’s 100 Most Important People of the Century: Margaret Sanger (1998, Time Magazine)
- Emily Taft Douglas: Margaret Sanger: A Biography of the Champion of Birth Control (1979, Richard Marek Publishers)
- Madeline Gray: Margaret Sanger: A Biography of the Champion of Birth Control  (1979, Putnam Pub Group, 280 Seiten, ISBN 0-399-90019-5)
- David M. Kennedy: Birth Control in America: Career of Margaret Sanger (1970, Yale University Press, 340 Seiten, ISBN 0-300-01495-3)
- Robert G. Marshall, Charles A. Donovan: Blessed Are the Barren: The Social Policy of Planned Parenthood (1991, Ignatius Press, 375 Seiten, ISBN 0-89870-353-0)
- S. Noma (Hrsg.): Sanger, Margaret. In: Japan. An Illustrated Encyclopedia. Kodansha, 1993. ISBN 4-06-205938-X, S. 1308.
- Angela Franks: Margaret Sanger’s Eugenic Legacy: The Control Of Female Fertility (2005, McFarland & Company, 359 Seiten, ISBN 0-7864-2011-1)
- Peter Bagge: Woman Rebel. The Margaret Sanger Story (2013, Drawn & Quarterly, 104 Seiten, ISBN 1-77046-126-4)
- Jonathan Eig: The Birth of the Pill: How Four Pioneers Reinvented Sex and Launched a Revolution. New York: Norton, 2014